# Vila Ruiva (Fornos de Algodres)
Vila Ruiva era una freguesia portuguesa del municipio de Fornos de Algodres, distrito de Guarda.

## Historia
Fue suprimida el 28 de enero de 2013, en aplicación de una resolución de la Asamblea de la República portuguesa promulgada el 16 de enero de 2013 al unirse con las freguesias de Juncais y Vila Soeiro do Chão, formando la nueva freguesia de Juncais, Vila Ruiva e Vila Soeiro do Chão.